# میا میلیا
میا میلیا (به لاتین: Mia Milia) یک منطقهٔ مسکونی در قبرس است که در ناحیه نیکوزیا واقع شده‌است.

## خصوصیات
میا میلیا ۴٬۲۰۴ نفر جمعیت دارد.